# Pietraserena
 Pietraserena  là một xã ở tỉnh Haute-Corse trên đảo Corse, Pháp. Xã này có diện tích 6,72kilômét vuông, dân số năm 1999 là 80 người. Khu vực này có độ cao 700 mét trên mực nước biển.